# Gonzalo Vega (Fußballspieler)
Gonzalo Vega, vollständiger Name Diego Gonzalo Vega Martínez, (* 29. Juni 1992 in Montevideo) ist ein uruguayischer Fußballspieler.

## Karriere

### Verein
Der 1,73 Meter große Mittelfeldakteur Vega stand zu Beginn seiner Karriere bereits in der Spielzeit 2011/12 im Kader Nacional Montevideos, der in jener Saison den 44. Meistertitel der Vereinsgeschichte für den Klub gewann. Dazu trug Vega mit zwei Erstligaeinsätzen (kein Tor) bei. Im Januar 2013 wechselte er auf Leihbasis zu Centro Atlético Fénix. Dort bestritt er in der Saison 2013/14 acht Partien in der Primera División und erzielte einen Treffer. Zur Apertura 2014 verlieh Nacional Vega erneut. Aufnehmender Verein war dieses Mal der Erstligaaufsteiger Rampla Juniors. In der Saison 2014/15 wurde er 20-mal (zwei Tore) in der höchsten uruguayischen Spielklasse eingesetzt. Nach dem Abstieg der Rampla Juniors am Saisonende verlieh ihn Nacional Mitte August 2015 an den Erstligisten Sud América, für den er in der Spielzeit 2015/16 21-mal (vier Tore) in der Liga auflief. In der Saison 2016 kam er 14-mal (zwei Tore) in der Liga zum Einsatz. Im Januar 2017 verpflichtete ihn der Ligakonkurrent River Plate Montevideo. Ein Jahr später verpflichtete ihn der ungarische Erstligist Puskás Akadémia FC für anderthalb Spielzeiten. Anschließend unterschrieb er einen Vertrag bei Club Atlético Rentistas und seit April 2021 steht er erneut in Diensten von Nacional Montevideo.

## Erfolge
- Uruguayischer Meister: 2012